# Linum puberulum
Linum puberulum är en linväxtart som först beskrevs av Georg George Engelmann, och fick sitt nu gällande namn av Heller. Linum puberulum ingår i släktet linsläktet, och familjen linväxter. Inga underarter finns listade i Catalogue of Life.